# Brian Irving
Brian Irving er en canadisk manuskriptforfatter, filminstruktør og producer.
Som producer har Irwings tidligere projekter omfattet Sabrina the Teenage Witch med Melissa Joan Hart, for selskabet Viacom Television.

## Værker
- Sabrina The Teenage Witch
- Redline
- Deadly Past
- Vampire Hunter "D"
- Rats
- Sabotage